# IX форт (Каунас)

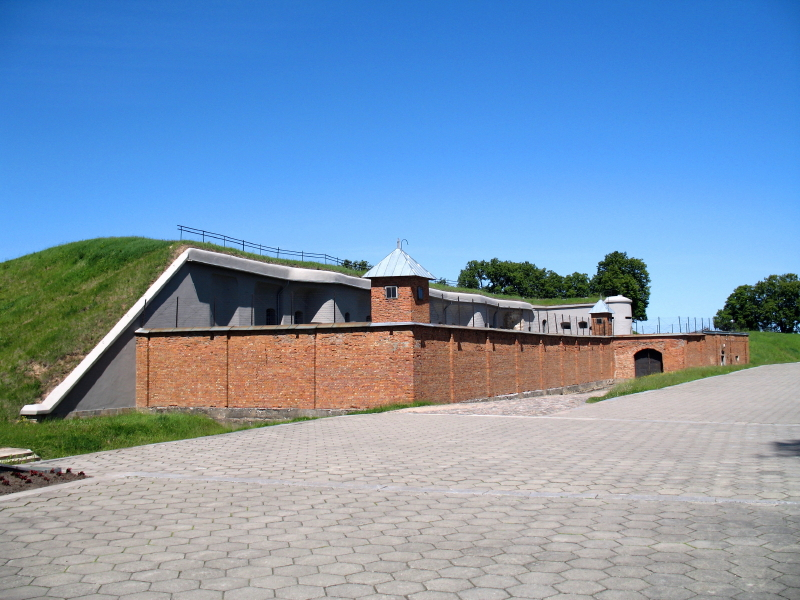
IX Форт в 2006 році.

IX форт — один з фортів Ковенської фортеці. Після першої світової війни був в'язницею МВС Литви, а потім НКВС СРСР. У часи нацистської Німеччини — місце масових вбивств, здебільшого євреїв. Зараз в цьому місці засновано музей.

## Історія
В кінці XIX століття оборона Каунаса була посилена і в 1890 році він був оточений вісьмома фортами і дев'ятьма артилерійськими батареями. Початок будівництва дев'ятого форту, також званого «Великий форт у фільварку Кумпе» було розпочато в 1902 році і закінчилося з початком Першої світової війни.
З 1924 hjre IX форт був переданий Міністерству внутрішніх справ Литовської республіки і використовувався як філія Каунаської в'язниці, проте його оборонне значення на випадок війни зберігалося.
У 1940—1941 роках дев'ятий форт використовував НКВС для тимчасового розміщення політв'язнів по дорозі в табори Гулагу.
З червня 1941 року по літо 1944 року тут нацистами було вбито понад 50 000 ос., переважно євреїв Каунасу і євреїв, депортованих з Німеччини.
У 1944 році була зроблена спроба знищити останки розстріляних людей спалюванням трупів. З того часу дев'ятий форт відомий як «форт Смерті».
З 1948 по 1958 рік фортом користувалися сільськогосподарські організації. У 1958 році тут заснували музей. У 1959 році в чотирьох камерах була підготовлена перша експозиція про гітлерівські злочини на території Литви. У 1960 році розпочато дослідження місць масових вбивств, були зібрані експонати, які поповнили музей. При цьому слово «єврей» в експозиції не згадувалося.